# Чорний замок Ольшанський (фільм)
«Чорний замок Ольшанський» (рос. «Чёрный замок Ольшанский») — білоруський радянський художній фільм 1983 року режисера Михайла Пташука за однойменним романом Володимира Короткевича.

## Сюжет
15-те століття. Князь Ольшанський краде скарбницю й коштовності повстанців, але раптово помирає, залишивши манускрипт, в якому зазначено місце знаходження скарбів.
У наші дні нащадок князя знаходить пергамент з шифром про заховані в підземеллі Ольшанського замку скарби...

## У ролях
- Віктор Євграфов
- Ріманте Крілавічюте
- Едуард Марцевич
- Леонід Марков
- Геннадій Гарбук
- Стасис Петронайтіс
- Юрій Катін-Ярцев
- Генрікас Кураускас
- Ігор Васильєв
- Михайло Матвєєв
- Здислав Стомма
- Петро Юрченков
- Юрій Ступаков
- Іван Мацкевич
- Олександр Рахленко
- Віктор Лебедєв
- Ніна Розанцева

## Творча група
- Сценарій: Володимир Короткевич
- Режисер: Михайло Пташук
- Оператор: Тетяна Логінова
- Композитор: Сергій Кортес